# Edward Preble
Ne pas confondre avec le naturaliste Edward Alexander Preble
Edward Preble, né le 15 août 1761 et mort le 25 août 1807, est un commodore dans la marine des États-Unis.
Il a participé notamment à la guerre de Tripoli.
Plusieurs navires ont été nommés USS Preble en son honneur, mais également le comté de Preble et la ville de Preble.